# باشکند (سرآب)
باشکند یکی از روستاهای استان آذربایجان شرقی است که در دهستان صائین بخش مرکزی شهرستان سرآب واقع شده‌است.
این روستا آخرین روستای استان آذربایجان شرقی در مرز استان اردبیل میباشد.
تعداد خانوار آن تقریباً ۳۰ خانوار بوده و به علت فاصله ۱۵ کیلومتری از راه شوسه دارای هوای بسیار تمیز و طبیعت بکر میباشد که دارای جاذبه‌های  گردشگری فراوان است مانند کوه باید گولی.